# Вольфганг Клефф
Вольфганг Клефф (нім. Wolfgang Kleff, нар. 16 листопада 1946, Шверте) — німецький футболіст, що грав на позиції воротаря.
Виступав, зокрема, за «Боруссію» (Менхенгладбах), а також національну збірну Німеччини. У складі збірної — чемпіон Європи та чемпіон світу.

## Клубна кар'єра
Народився 16 листопада 1946 року в місті Шверте. Вихованець футбольної школи клубу «Шверте».
У дорослому футболі дебютував виступами за «Боруссію» (Менхенгладбах) 7 вересня 1968 року в матчі з «Алеманією» (Аахен) (2:2), в якій провів одинадцять сезонів, взявши участь у 272 матчах чемпіонату, поки травми не змусили його покинути клуб у кінці 1970-х років. З 1968 по 1976 рік він не пропустив жодної домашньої гри «Боруссії» і зміг виграти п'ять чемпіонств (1970, 1971, 1975, 1976, 1977), один Кубок ФРН (1973) і один Кубок УЄФА (1975). Він також був у команді, коли вони програли «Ліверпулю» у фіналі кубка УЄФА в 1973 році та Кубку європейських чемпіонів у 1977 році. Останнім трофеєм для Клеффа стала перемога вдруге у кар'єрі у Кубку УЄФА 1979 року.
У 1979 році Клефф перейшов у «Герту», також з Бундесліги. Перший матч за новий клуб провів 11 серпня 1979 проти брауншвейзького «Айнтрахту» (0:0). Протя за підсумками сезону 1979/80, в якому Клефф був основним, клуб вилетів до Другої Бундесліги. ПІсля цього Вольфганг повернувся до «Боруссії» (Менхенгладбах), де провів ще два роки. Загалом за клуб він провів 321 матчі в Бундеслізі, 40 ігор у Кубку ФРН і 57 ігор у єврокубках, після чого остаточно покинув клуб влітку 1982 року
У 1982 році Клефф переїхав в іншу команду вищого дивізіону «Фортуна» (Дюссельдорф), за яку дебютував 21 серпня 1982 року у матчі проти «Бохума» (2:0). Всього у клубі провів два роки, після чого ще по сезону провів за «Рот Вайс» (Обергаузен) та «Бохум».
1986 року майже сорокарічний воротар підписав контракт з клубом Другої Бундесліги «Зальмрором», однак врятувати команду від вильоту не зумів, після чого завершив професійну ігрову кар'єру у 1987 рокі. За своє кар'єру Клефф взяв участь у 433 матчах Бундесліги та 56 матчах Другої Бундесліги. Тим не менш в подальшому Клефф продовжував протягом багатьох років виступати за аматорські команди, виступаючи аж до 2008 року, коли він грав у віці 61 року в Ландеслізі центрального Рейну за «Рейнбах» (нім. 1. FC Rheinbach).

## Виступи за збірну
22 червня 1971 року дебютував в офіційних матчах у складі національної збірної ФРН в товариській грі проти Норвегії (7:1). Тим не менш пік кар'єри Клеффа припав на золоті роки легендарного Зеппа Маєра, через що Вольфганг провів у формі головної команди країни лише 6 матчів і на «золотих» для ФРН чемпіонаті Європи 1972 року у Бельгії та чемпіонаті світу 1974 року у ФРН Клефф був лише дублером і на поле не виходив.

## Титули і досягнення
- Чемпіон ФРН (5):

«Боруссія» (Менхенгладбах): 1969-70, 1970-71, 1974-75, 1975-76, 1976-77
- Володар Кубка ФРН (1):

«Боруссія» (Менхенгладбах): 1972-73
- Володар Суперкубка ФРН (1):

«Боруссія» (Менхенгладбах): 1976
- Володар Кубка УЄФА (2):

«Боруссія» (Менхенгладбах): 1974-75, 1978-79
- Чемпіон Європи (1):

1972
- Чемпіон світу (1):

1974